# Tần Khai
Tần Khai (giản thể: 秦开; phồn thể: 秦開; bính âm: Qin Kai; ? - ?) là tướng lĩnh nước Yên thời Chiến Quốc trong lịch sử Trung Quốc.

## Cuộc đời
Tần Khai là người nước Yên. Vào trước thế kỷ 3 TCN, Tần Khai bị đưa sang Đông Hồ làm con tin. Ở đây, Khai chiếm được sự tin tưởng của người Hồ, từ đó thăm dò quân sự, am hiểu dân tình, phong tục tập quán của Đông Hồ.
Năm 313 TCN, Yên Chiêu vương lên ngôi, nghe lời vương sư Quách Ngỗi, dựng đài Hoàng Kim, chiêu hiền đãi sĩ. Hào kiệt các nơi như Nhạc Nghị, Trâu Diễn, Kịch Tân sôi nổi theo về. Tần Khai từ Đông Hồ trốn về Yên, được Chiêu vương phong làm tướng quân.
Năm 300 TCN, Yên Chiêu vương phái Tần Khai bắc tiến, tấn công Đông Hồ, đẩy lui Đông Hồ hơn nghìn dặm, vượt qua công tích của Yên Chiêu công khi xưa. Tần Khai lại vượt sông Liêu, tấn công Cơ Tử Triều Tiên, mở cõi hơn hai nghìn dặm, lấy Mãn Phan Hãn làm mốc, giúp biên giới nước Yên kéo dài đến toàn cảnh tỉnh Liêu Ninh ngày nay. Từ vùng đất mới chiếm được, Chiêu vương lập 5 quận Liêu Đông gồm Thượng Cốc, Ngư Dương, Hữu Bắc Bình, Liêu Tây, Liêu Đông. Tần Khai lại hướng Chiêu vương đề xuất ý kiến, cho xây Yên Bắc trường thành kéo dài từ Tạo Dương đến Tương Bình để phòng Bắc Địch.
Tần Khai nhờ công lao mà được tôn xưng là Hiền tướng (賢將), không rõ hậu sự ra sao. Cháu của Tần Khai là Tần Vũ Dương về sau theo Kinh Kha hành thích Tần Thủy Hoàng.

## Khảo cổ
Năm 2000, Cục di sản Trung Quốc tiến hành khai quật ở thôn Trượng Tử, gần sông Đại Lăng, thuộc huyện Kiến Xương, thành phố Hồ Lô Đảo, tỉnh Liêu Ninh đã phát hiện ra một ngôi mộ ốp đá quách gỗ, có chứa các cổ vật gồm đoản kiếm bằng đồng và đoản kiếm kiểu Yên, được xem là di vật của Tần Khai.
Năm 2003, Công viên Ngũ Lý Hà ở thành phố Thẩm Dương, tỉnh Liêu Ninh cho dựng tượng đồng Tần Khai. Quảng trường quanh tượng đài được gọi là Quảng trường Tần Khai.

## Trong văn hóa
Tiểu thuyết Đông Chu liệt quốc chí không nhắc đến Tần Khai cũng như chiến tích khai cương khuếch thổ của ông.
Trong tiểu thuyết Đại Tần đế quốc, Tần Khai xuất hiện nhiều hơn, có tham gia cuộc chiến phạt Tề. Đến khi Nhạc Nghị bị ly gián, quân tâm mất kết, Tần Khai vẫn dẫn dắt quân đội rút lui thành công, tránh bị Điền Đan tiêu diệt.